# Подор
Подор (волоф. Podoor) — місто на півночі Сенегалу, адміністративний центр однойменного департаменту в провінції Сен-Луї.

## Географія
Подор — найпівнічніше місто країни, він розташований на річці Сенегал на кордоні з Мавританією.

### Клімат
Місто знаходиться у зоні, котра характеризується кліматом тропічних пустель. Найтепліший місяць — травень із середньою температурою 32.8 °C (91 °F). Найхолодніший місяць — січень, із середньою температурою 23.9 °С (75 °F).
| Клімат Подора           | Клімат Подора | Клімат Подора | Клімат Подора | Клімат Подора | Клімат Подора | Клімат Подора | Клімат Подора | Клімат Подора | Клімат Подора | Клімат Подора | Клімат Подора | Клімат Подора | Клімат Подора |
| Показник                | Січ.          | Лют.          | Бер.          | Квіт.         | Трав.         | Черв.         | Лип.          | Серп.         | Вер.          | Жовт.         | Лист.         | Груд.         | Рік           |
| Абсолютний максимум, °C | 40            | 40            | 43            | 45            | 47            | 47            | 45            | 43            | 47            | 42            | 42            | 40            | 47            |
| Середній максимум, °C   | 29            | 32            | 35            | 37            | 40            | 39            | 36            | 36            | 36            | 37            | 34            | 30            | 35            |
| Середня температура, °C | 23            | 26            | 28            | 30            | 32            | 32            | 31            | 31            | 31            | 32            | 28            | 25            | 29            |
| Середній мінімум, °C    | 17            | 19            | 21            | 23            | 25            | 25            | 26            | 26            | 26            | 25            | 22            | 18            | 23            |
| Абсолютний мінімум, °C  | 8             | 10            | 11            | 12            | 17            | 16            | 20            | 21            | 20            | 12            | 12            | 7             | 7             |
| Днів з дощем            | 1             | 2             | 2             | 0             | 1             | 1             | 3             | 6             | 4             | 1             | 1             | 2             | 24            |
| ----------------------- | ------------- | ------------- | ------------- | ------------- | ------------- | ------------- | ------------- | ------------- | ------------- | ------------- | ------------- | ------------- | ------------- |
| Джерело: Weatherbase    |               |               |               |               |               |               |               |               |               |               |               |               |               |